# Africa: Rivista trimestrale di studi e documentazione
Africa: Rivista trimestrale di studi e documentazione è una rivista accademica di africanistica, nel passato pubblicata dall'Istituto italiano per l'Africa e l'Oriente e recentemente dal Centro Studi per i Popoli Extraeuropei “Cesare Bonacossa” dell'Università degli Studi di Pavia. Il periodico ha avuto precursori come Africa. Notiziario dell'Associazione fra le imprese italiane dal 1946 e il titolo Africa: Rivista bimestrale di studi e documentazione risale al 1957. Direttori sono stati Teobaldo Filesi (africanista italiano, 1912-2002) che nel 1965 aveva scelto un approccio scientifico umanistico, e lo storico Gianluigi Rossi che ha continuato questo orientamento nel 1994.
Dopo un intervallo dal 2011 al 2018, la rivista riprende le pubblicazioni nel 2019 con la Nuova Serie sotto il titolo Africa: Rivista semestrale di studi e ricerche. È pubblicata dal Centro Studi per i Popoli Extraeuropei “Cesare Bonacossa” dell'Università degli Studi di Pavia con Viella Editrice, ed è inoltre sostenuta dall'ISMEO (Associazione Internazionale di Studi sul Mediterraneo e l’Oriente) a Roma.
Il periodico contiene le sezioni Articoli, Note e testimonianze e Recensioni e si propone di presentare ricerche originali, note e documenti sugli studi africani con particolare attenzione alle scienze umanistiche per promuovere la collaborazione tra studiosi italiani e africani.
L'archivio storico 1950-2009 e 2019-2021 è consultabile gratuitamente su JSTOR.
Sulla base di dati bibliometrica Scopus Africa: Rivista ottiene un fattore di impatto di 0,3 per gli anni 2022-2023.

## Galleria d'immagini

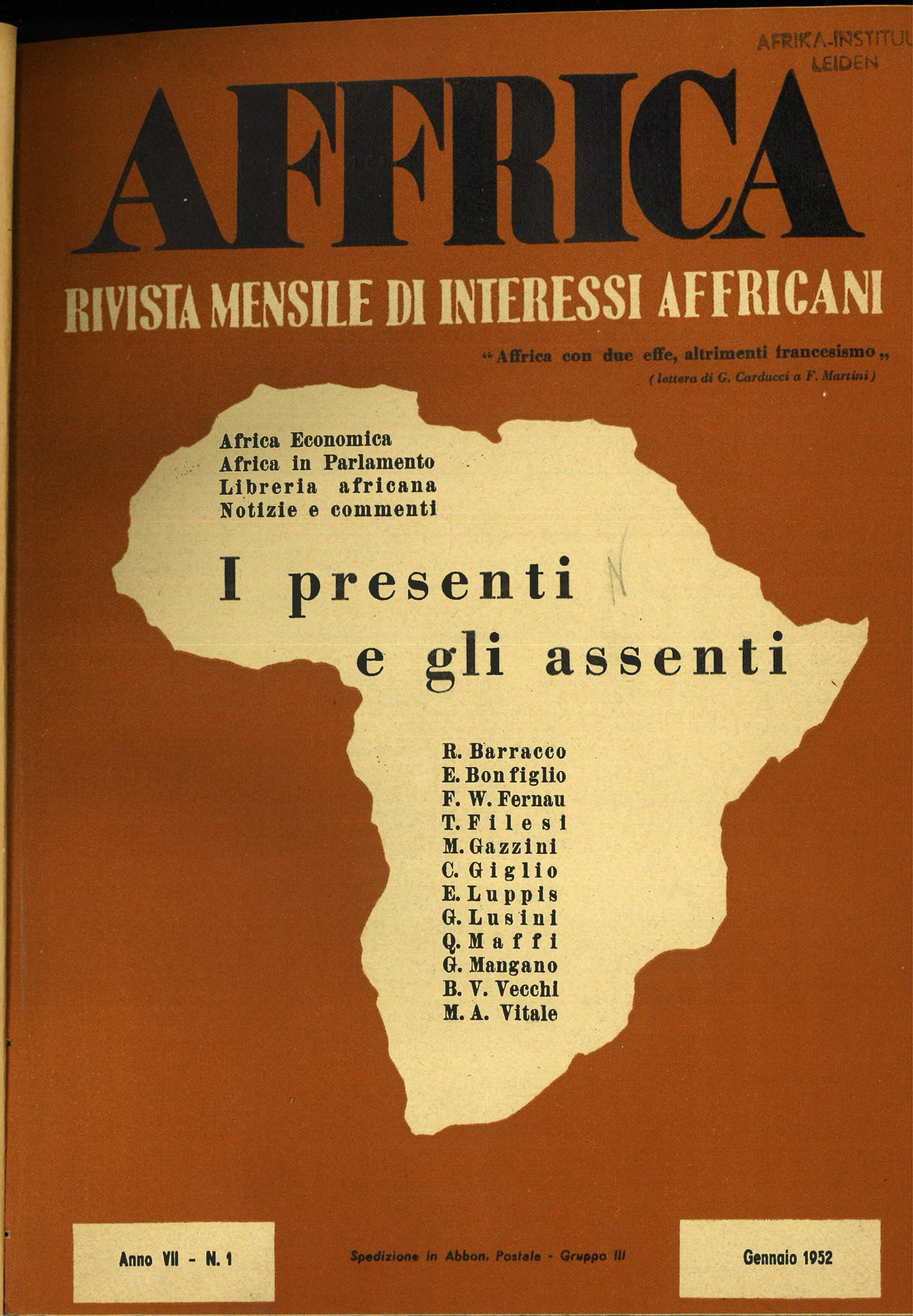
Affrica, Rivista mensile di interessi affricani - Anno VII - N. 1, Gennaio 1952
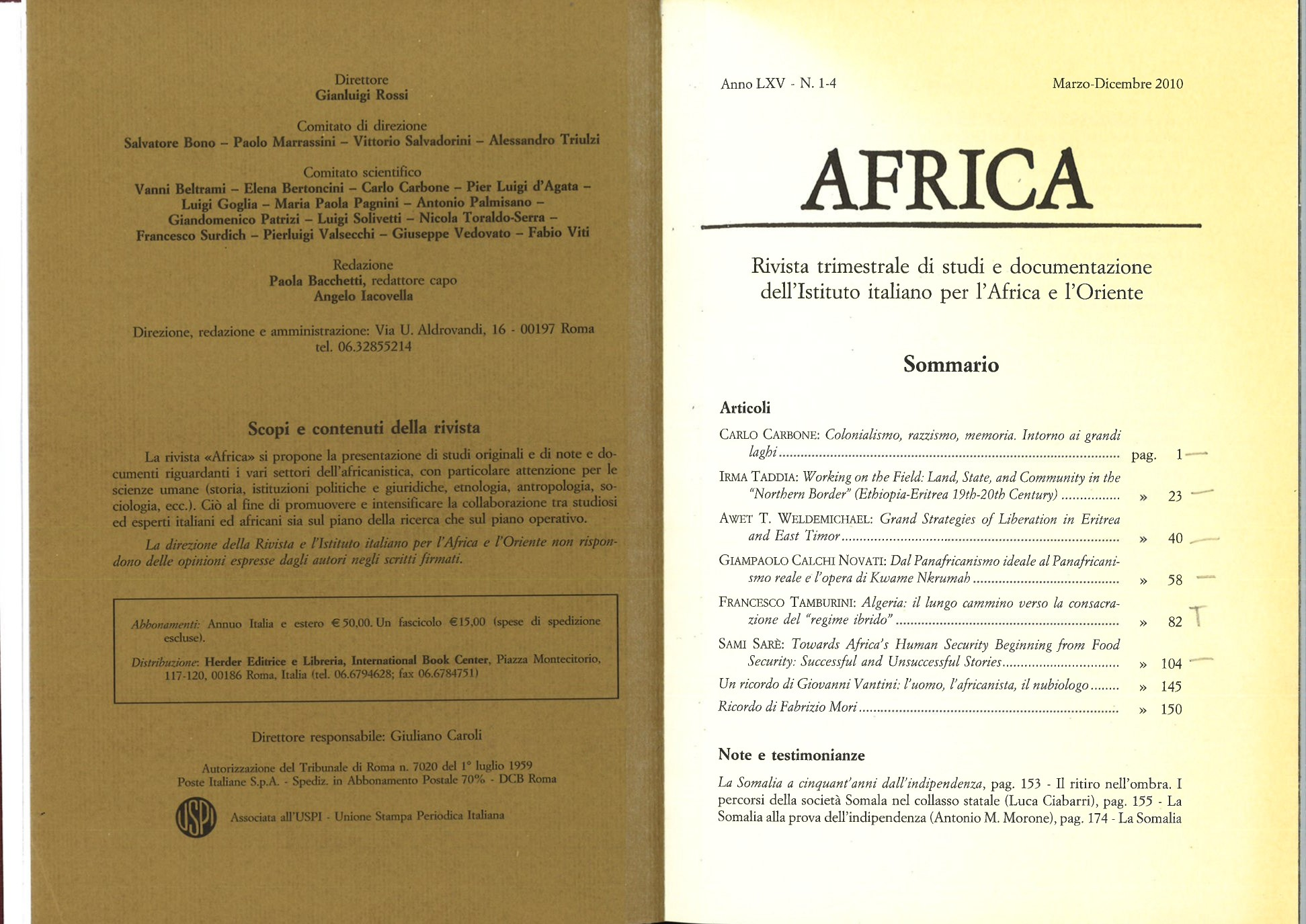
Africa, Rivista trimestrale di studi e documentazione dell'Istituto italiano per l'Africa e l'Oriente Anno LXV-N. 1-4 - Marzo-Dicembre 2010. Sommario.